# Acalolepta sumatrana
Acalolepta sumatrana är en skalbaggsart som först beskrevs av Stefan von Breuning 1940.  Acalolepta sumatrana ingår i släktet Acalolepta och familjen långhorningar. Inga underarter finns listade i Catalogue of Life.